# Stickney Island
Stickney Island är en ö i Australien. Den ligger i kommunen Lower Eyre Peninsula och delstaten South Australia, omkring 210 kilometer väster om delstatshuvudstaden Adelaide. Arean är 0,97 kvadratkilometer. Den sträcker sig 1,3 kilometer i nord-sydlig riktning, och 1,6 kilometer i öst-västlig riktning.